# Oz Factor
Oz Factor è il secondo album in studio del gruppo pop punk statunitense Unwritten Law, pubblicato nel 1996.

## Tracce
1. Superman – 3:36
2. Oz Factor – 2:50
3. Suzanne – 2:58
4. Denied – 2:24
5. Tell Me Why – 2:55
6. Rejected – 2:14
7. Falling Down – 2:26
8. Shallow – 3:11
9. Differences – 3:27
10. Lame – 2:36
11. Stop to Think – 1:19
12. The Legend of Johnny and Sarah – 3:50

## Formazione
Gruppo
- Scott Russo - voce
- Steve Morris - chitarra, cori
- Rob Brewer - chitarra
- John Bell - basso
- Wade Youman - batteria

Altri musicisti
- Brian Baker - chitarra (3)